# Yaroslav Popovych

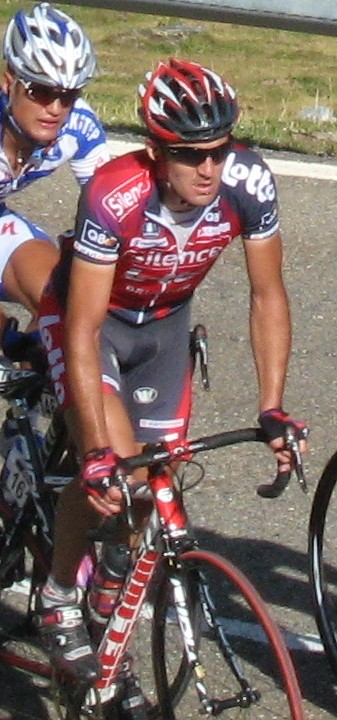
Au Tour d'Espagne 2008.

Yaroslav Popovych (en ukrainien : Ярослав Попович, Iaroslav Popovytch) est un coureur cycliste et directeur sportif ukrainien, né le 4 janvier 1980 à Drohobytch, en RSS d'Ukraine (Union soviétique). Champion du monde sur route espoirs en 2001, il est professionnel de 2002 à 2016. Il a notamment remporté le Tour de Catalogne en 2005 et pris la troisième place du Tour d'Italie 2003. Il est également classement du meilleur jeune du Tour de France en 2005 et vainqueur d'une étape l'année suivante.

## Biographie

### Jeunesse et carrière amateur
En 2000 et 2001, Yaroslav Popovych évolue dans l'équipe amateur italienne Vellutex-Zoccorinese. En octobre 2000, il est vice-champion du monde du contre-la-montre espoirs, à Plouay, en France, battu par le Russe Evgueni Petrov qui remporte également le titre de la course en ligne. En 2001, il domine la catégorie des moins de 23 ans durant cette saison, terminant la saison à la première place du classement UCI de cette catégorie, avec des victoires notamment sur Paris-Roubaix espoirs, le Tour des régions italiennes, le Tour de la vallée d'Aoste. En octobre, il remporte le championnat du monde des moins de 23 ans à Lisbonne au Portugal, devant deux de ses coéquipiers de Vellutex-Zoccorinese : Giampaolo Caruso et Ruslan Gryschenko. Il prend la 4e place du contre-la-montre de sa catégorie.

### Début de carrière chez Landbouwkrediet
Yaroslav Popovych devient professionnel en 2002 dans l'équipe belge Landbouwkrediet-Colnago, avec laquelle il se révèle sur le Tour d'Italie, terminant douzième en 2002, troisième en 2003 et cinquième en 2004.

### Discovery Channel (2005-2007)
En 2005, Yaroslav Popovych est recruté pour trois ans par l'équipe américaine Discovery Channel, dont le leader est Lance Armstrong, alors vainqueur des six derniers Tours de France. Johan Bruyneel, qui dirige cette équipe, voit en Popovych un vainqueur du Tour de France potentiel, « [ayant] toutes les qualités pour gagner une grande course à étapes ». Après avoir remporté le Tour de Catalogne 2005, il réussit un bon Tour de France 2005, où il aide son leader américain à remporter son septième et dernier Tour et obtient le maillot blanc de meilleur jeune.
En 2006, Armstrong arrêtant sa carrière, Popovych est appelé à devenir un des leaders de l'équipe,. Comme les autres coureurs de Discovery Channel, il n'est pas à hauteur des attentes placées en lui lors du Tour de France 2006, malgré l'éviction de plusieurs favoris à la suite de l'affaire Puerto. Distancé en montagne, il finit à la 24e place et remporte néanmoins une étape à Carcassonne.
En début d'année 2007, il gagne une étape du Paris-Nice. Après une campagne de classiques ardennaises où on l'a souvent vu à l'attaque mais trop limité sur ces parcours vallonnés pour lutter avec les meilleurs[réf. souhaitée], il est désigné leader de l'équipe pour le Tour d'Italie 2007, à la suite de la non-participation de celui qui devait être son leader, Ivan Basso. Mais victime de deux chutes, Popovych est contraint à un abandon au soir de la douzième étape.
En juillet, il dispute le Tour de France, où le leader désigné de Discovery Channel est Levi Leipheimer. C'est finalement son coéquipier Alberto Contador, attendu au classement du meilleur jeune, qui remporte cette « grande boucle ». Popovych est huitième du classement général et prend part à la victoire de Discovery Channel au classement par équipes.
À la suite de la disparition de la formation Discovery Channel, il s'engage en 2008 pour l'équipe Silence-Lotto.

### Silence-Lotto (2008)
Sa saison débute bien à Paris-Nice, où il termine à la troisième place du classement général. Il attaque notamment au Col d'Èze, la dernière difficulté de Paris-Nice pour reprendre du terrain sur Davide Rebellin, le maillot jaune. Mais le reste de sa saison sera très difficile, avec une 24e place sur le Tour de France, et une 52e place au tour d'Espagne. Mais surtout, il n'a pas pu aider Cadel Evans à remporter le Tour de France, ce pourquoi il a été embauché. Il est donc remercié à la fin de l'année et rejoint l'équipe Astana, dirigée par Johan Bruyneel, ex directeur sportif de Discovery Channel et où il retrouve ses ex coéquipiers, notamment Alberto Contador, Lance Armstrong, Levi Leipheimer.

### Astana (2009)
Il participe alors, au mois de juillet 2009, au Tour de France au sein de l'équipe kazakh Astana. Équipier des leaders Alberto Contador (vainqueur du Tour 2007), Lance Armstrong (recordman des victoires sur la Grande Boucle, depuis toutes annulées pour dopage avéré), Andreas Klöden (deux fois sur le podium à Paris) et Levi Leipheimer (3e du Tour 2007), il contribue à la victoire de l'Espagnol dans cette édition du Tour de France. Son aide permettra également à son équipe d'obtenir la troisième place du podium avec l'américain Lance Armstrong (place désormais annulée) ainsi qu'une victoire sur le classement par équipes. Il finit ce Tour de France en 41e position avec une victoire obtenue dans le contre-la-montre par équipes situé autour de la ville de Montpellier.

### RadioShack puis Trek (2010-2016)
En 2010, Popovych rejoint la nouvelle équipe Team RadioShack, créée par Lance Armstrong et son entourage, et composée essentiellement d'anciens membres de l'équipe Astana, tant parmi les coureurs que dans son encadrement. Il participe au Tour de France, dont RadioShack gagne le classement par équipes. En 2011, Popovych prend part aux Giro et au Tour de France, qu'il quitte fiévreux. En novembre, Popovych fait l'objet d'un raid par les autorités italiennes. Il a été allégué que des substances interdites et d'autres éléments de preuve incriminant ont été trouvés, mais l'avocat du coureur a nié ces faits.
En 2012, l'équipe RadioShack fusionne avec l'équipe luxembourgeoise Leopard-Trek et devient RadioShack-Nissan. Jusqu'alors spécialisé dans les courses à étapes, Popovych doit désormais épauler Fabian Cancellara lors des classiques flandriennes. Il est ainsi à ses côtés lors du triplé Grand Prix E3-Tour des Flandres-Paris-Roubaix en 2013. En 2012, Popovych participe au Tour de France, et aux championnats du monde sur route. Avec RadioShack, il est huitième du premier championnat du contre-la-montre par équipes de marques. En 2013, il est neuvième de Gand-Wevelgem, et dispute les Tours d'Italie et d'Espagne. Il participe ainsi à la victoire de son coéquipier Christopher Horner, qui devient à 41 ans le plus vieux vainqueur d'un grand tour. Aux championnats du monde sur route à Florence, il prend la cinquième place du contre-la-montre par équipes avec ses coéquipiers de RadioShack-Leopard.
En 2014, l'équipe RadioShack est achetée par l'entreprise Trek et renommée Trek Factory Racing. Elle engage Popovych pour deux ans. Fin 2014, La Gazzetta dello Sport révèle qu'il fait partie des clients du controversé médecin italien Michele Ferrari.
Fin 2015 il prolonge son contrat avec la formation Trek Factory Racing.
Il prend sa retraite à l'issue de l'édition 2016 de Paris-Roubaix.

### L'après carrière
Il devient directeur sportif adjoint dans l'équipe Trek-Segafredo à partir du Tour de France 2016,.

## Style
Après ses performances au Tour d'Italie en début de carrière, Yaroslav Popovych est considéré comme un possible futur vainqueur du Tour de France, appelé à devenir « l'une des stars du cyclisme ». Au fil des ans, il s'est cependant davantage fait apprécier en tant qu'équipier que leader. Ainsi Johan Bruyneel, qui l'a dirigé durant la majeure partie de sa carrière, dit de lui en 2012 : « Il y a peu de gars aussi forts et loyaux que « Popo » dans le peloton. Il est toujours là lorsque l'on a besoin de lui et est devenu un des piliers de l'équipe. » Pour Dirk Demol, un autre de ses directeurs sportifs, « Popovych a toujours été un équipier modèle. [...] Il excelle véritablement dans le placement et sait ainsi comment positionner son homme fort au mieux au pied d’un secteur clé ou d’une difficulté. »

## Palmarès et résultats

### Palmarès professionnel
- 2002
  - Trofej Plava Laguna 2
  - 3e du GP Istria 3
  - 9e du Tour de l'Avenir
- 2003
  - 3e du Tour d'Italie
  - 3e du Tour de la Région wallonne
  - 7e du Tour de Romandie
- 2004
  - Trofeo Androni Giocattoli (avec Serhiy Honchar)
  - 5e du Tour d'Italie
- 2005
  - Classement général du Tour de Catalogne
  - Tour de France
    -  Classement du meilleur jeune
    - 4e étape (contre-la-montre par équipes)
- 2006
  - 2e étape du Tour de Géorgie
  - 2e étape du Tour de Castille-et-León
  - 12e étape du Tour de France
  - 3e du Tour de Géorgie
  - 4e du Grand Prix de Plouay
- 2007
  - 5e étape de Paris-Nice
  - 8e du Tour de France
- 2008
  - 3e de Paris-Nice
- 2009
  - 4e étape du Tour de France (contre-la-montre par équipes)
- 2013
  - 9e de Gand-Wevelgem

### Résultats sur les grands tours

#### Tour de France
8 participations
- 2005 : 12e, vainqueur du  classement du meilleur jeune et de la 4e étape (contre-la-montre par équipes)
- 2006 : 25e, vainqueur de la 12e étape
- 2007 : 8e
- 2008 : 24e
- 2009 : 41e, vainqueur de la 4e étape (contre-la-montre par équipes)
- 2010 : 85e
- 2011 : non-partant (10e étape)
- 2012 : 76e

#### Tour d'Italie
7 participations
- 2002 : 12e
- 2003 : 3e
- 2004 : 5e,  maillot rose pendant 3 jours
- 2007 : non-partant (13e étape)
- 2009 : 11e[29],[30]
- 2011 : 64e
- 2013 : 133e

#### Tour d'Espagne
4 participations
- 2008 : 52e
- 2013 : 85e
- 2014 : 115e
- 2015 : 132e

### Classements mondiaux
| Année                  | 2005 | 2006 | 2007 | 2008 | 2009 | 2010 | 2011 | 2012 | 2013 | 2014 | 2015 |
| ---------------------- | ---- | ---- | ---- | ---- | ---- | ---- | ---- | ---- | ---- | ---- | ---- |
| Classement ProTour     | 36e  | 80e  | 48e  |      |      |      |      |      |      |      |      |
| Calendrier mondial UCI |      |      |      |      | 139e |      |      |      |      |      |      |
| UCI World Tour         |      |      |      |      |      |      | 209e | nc   | 160e | nc   | nc   |

## Distinctions
- Oscar TuttoBici des moins de 23 ans : 2000 et 2001